# Cracker Barrel
Cracker Barrel Old Country Store, Inc. es una cadena estadounidense de restaurantes y tiendas de regalos con una temática sureña. La empresa fue fundada por Dan Evins en 1969; su primera tienda se ubicó en Lebanon, Tennessee, y sigue siendo la sede de la compañía. Al principio, la cadena de tiendas se posicionó en las salidas de carreteras del sureste y el medio oeste de Estados Unidos, pero se expandieron por todo el país en los 1990s y 2000s. La cadena de restaurantes opera con 630 tiendas en 42 estados.
El menú de Cracker Barrel se basa en la tradicional cocina sureña, con apariencia y decoración diseñada para imitar a las tiendas generales de antaño. Cada restaurante cuenta con un porche delantero con mecedoras de madera, chimenea de piedra y algunos artefactos locales. Cracker Barrel es conocido por sus asociaciones con artistas de música country y ha llamado la atención por sus acciones para contribuir con la sociedad, un ejemplo es su contribución para el apoyo a las víctimas del huracán Katrina y a veteranos de guerra.
Durante los 1990s, la compañía estuvo involucrada en una controversia por su posición respecto a la contratación de personal homosexual y por sus prácticas discriminatorias contra empleados afroamericanos y de sexo femenino. Una investigación del Departamento de Justicia de EU encontró que Cracker Barrel discriminaba a clientes de minorías; y que los clientes se quejaban por esta situación y por la calidad de servicio. En un acuerdo con el Departamento de Justicia, Cracker Barrel ha implementado políticas antidiscriminatorias, y se comprometió a centrarse en la mejora de la representación de minorías y la participación cívica, especialmente con la comunidad afroamericana. Los accionistas de la compañía añadieron la orientación sexual a su política antidiscriminatoria en el 2002.

## Historia

### Primera sucursal  e historia de la compañía
Cracker barrel fue fundada en 1969 por Dan Evins, un ejecutivo de ventas de la empresa Shell Oil, que desarrollo el restaurante y la tienda de regalos en un principio con la finalidad de vender gasolina. Designed to resemble the traditional country store that he remembered from his childhood, with a name chosen to give it a Southern country theme, El objetivo de Cracker Barrel es atraer la atención de los viajeros de las autopistas. El primer restaurante fue construido cerca de la  Interstate 40, en Lebanon, Tennessee. It opened in septiembre 1969, serving Southern cuisine including pan, galletas, country ham, and turnip greens.
Evins incorporó Cracker Barrel en febrero de 1970, después de poco tiempo se expandió a nuevas localidades. Al principio de 1970s,  la firma arrendó sitios en las estaciones de gasolina que se encontraban cerca de las autopistas para construir sus restaurantes. Estos primeros restaurantes se encontraban cerca de las gasolineras más conocidas, durante crisis de la gasolina a mediado de 1970s, la firma comenzó a construir restaurantes en nuevos sitios en donde no había gasolineras a mediado de 1980s, la compañía redujo el número de los restaurantes situados en gasolinerias, finalmente se enfocaron únicamente en abrir restaurantes y tiendas de regalos. Cracker Barrel se convirtió en una empresa que cotiza en bolsa en 1981 para recaudar fondos para su expansión. sacaron a la venta más de medio millón de acciones, incrementando $4.6 millones. Siguiendo la oferta pública inicial, Cracker Barrel creció un promedio de 20 percent al año; en 1987, la compañía se convirtió en una cadena de restaurantes con más de 50 sucursales en 8 estados con un ingreso anual de 81 millones de dólares.

### Nuevos mercados y cambio de enfoque

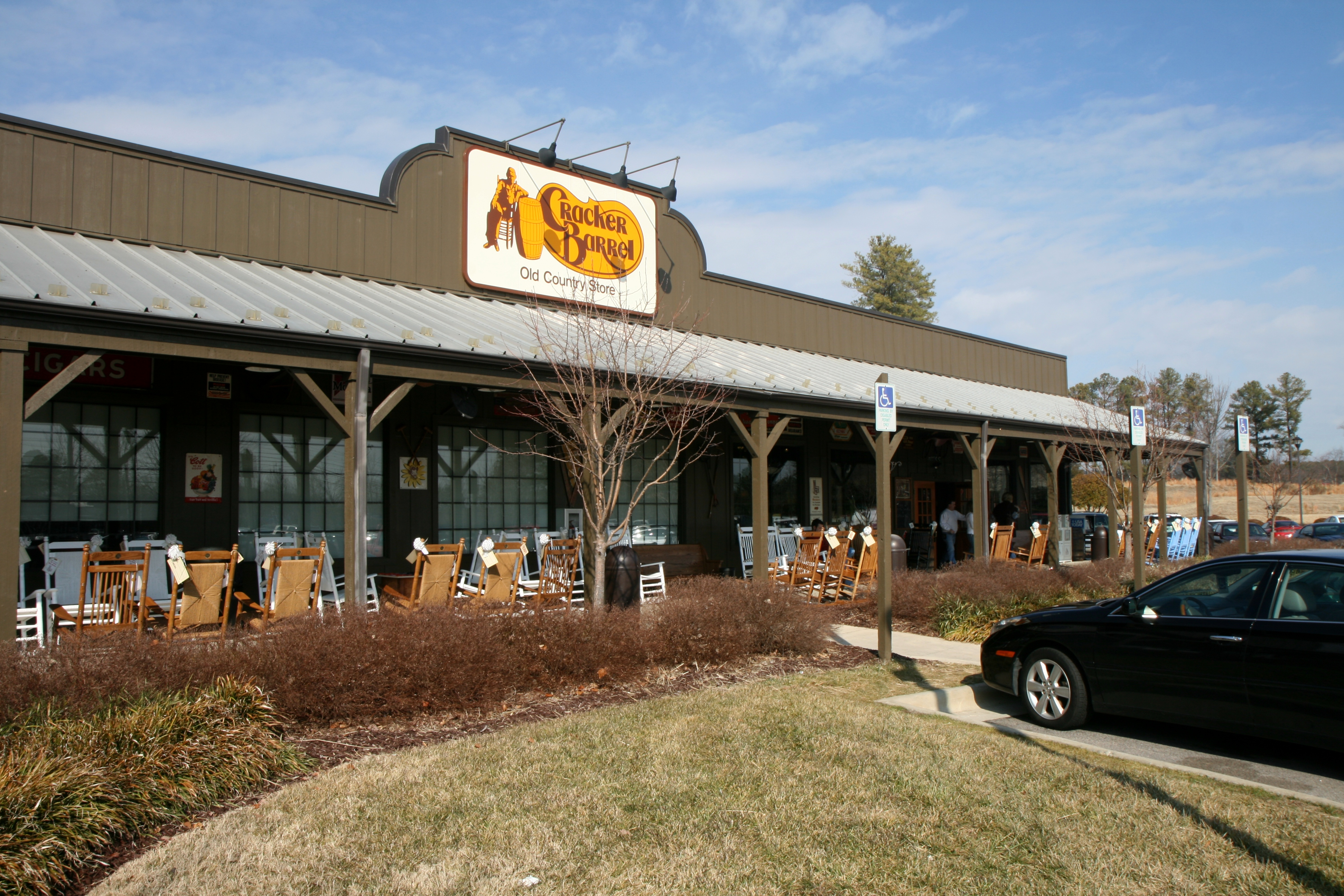
Cracker Barrel en Morrisville, North Carolina

La compañía creció consistentemente en los años 1980s y en los 1990s, alcanzando un valor en el mercado de $1 billón de US en 1992. En 1993, los ingresos de la cadena de restaurantes estaba cerca de ser el doble que cualquier otro restaurante familiar.
En 1994, la cadena de restaurante probo una tienda de sólo para llevar, Una vieja tienda de pueblo Cracker Barrel situada en la esquina de un vecindario suburbano. Por otro lado, se expandieron a nuevos mercados estableciéndose en localidades con mayor tradición, la mayoría ubicados en las afueras del Sur, también probaron con algunas modificaciones en su menú basándose en los gustos de la región en donde se establecían. La cadena de restauración añadió a sus menús  platillos de carácter regional, incluyendo huevos con salsa en Texas y Reuben sandwich en New York, pero continuó ofreciendo su menú original en todos los restaurantes.
En septiembre de 1997, Cracker Barrel tenía 314 restaurantes, y tiende a aumentar su número de tiendas en aproximadamente 50 sucursales al año por lo menos los 5 años siguientes. La firma decidió cerrar sus operaciones en los mercados de esquina en 1997, y se reenfocó en las tiendas de regalos de sus restaurantes. El presidente de la firma, Ron Magruder, comentó que la cadena de restaurantes se iba a concentrar en su temática central, ofreciendo comida tradicional en el país, con excelente servicio y buena música country. La cadena de restaurantes abrió su primer restaurante con tienda de regalos que no estaba localizada cerca de una salida de autopista en el año de 1998, en Dothan, Alabama. En los  2000s, En reacción respecto a los incidentes de discriminación racial y la controversia con la política de contratación de la comunidad gay, la firma lanzó una serie de actividades promocionales a nivel nacional: libros autografiados y con sorteos con viajes para ver el Country Music Association Awards.

### Operaciones recientes
El número de restaurantes combinados con tiendas de regalos de Cracker Barrel aumentó entre 1997 y el 2000, a más de 420 sucursales. En el año 2000 y 2001, la compañía 2000 y 2001, la compañía se enfocó en su personal e infraestructura para su propiciar su rápido crecimiento implementando una estrategia de reclutamiento a través de la introducción de nueva tecnologías, incluyendo un sistema de punto de venta. A finales de los años 1990s para los mediado de los años 2000s, la compañía se enfocó en su expansión abriendo nueva sucursales en zonas residenciales para atraer a los residentes locales y trabajadores como clientes. Implementaron nueva estrategias de mercadotecnia en el 2006 para adquirir nueva clientela, cambiándose de las salidas de autopistas a letreros espectaculares para incluir imágenes de sus menús.Anteriormente las señales eran el único logo de la compañía. Para el 2011, Cracker Barrel había abierto más de 600 restaurantes en 42 estados. Fue anunciado el 17 de enero de 2014, que el fundador de la compañía Dan Evins había muerto de cáncer de vejiga.
I went to the location in Milford today.  The hard candy that used to be $1.99 is now $2.49.

## Restaurantes

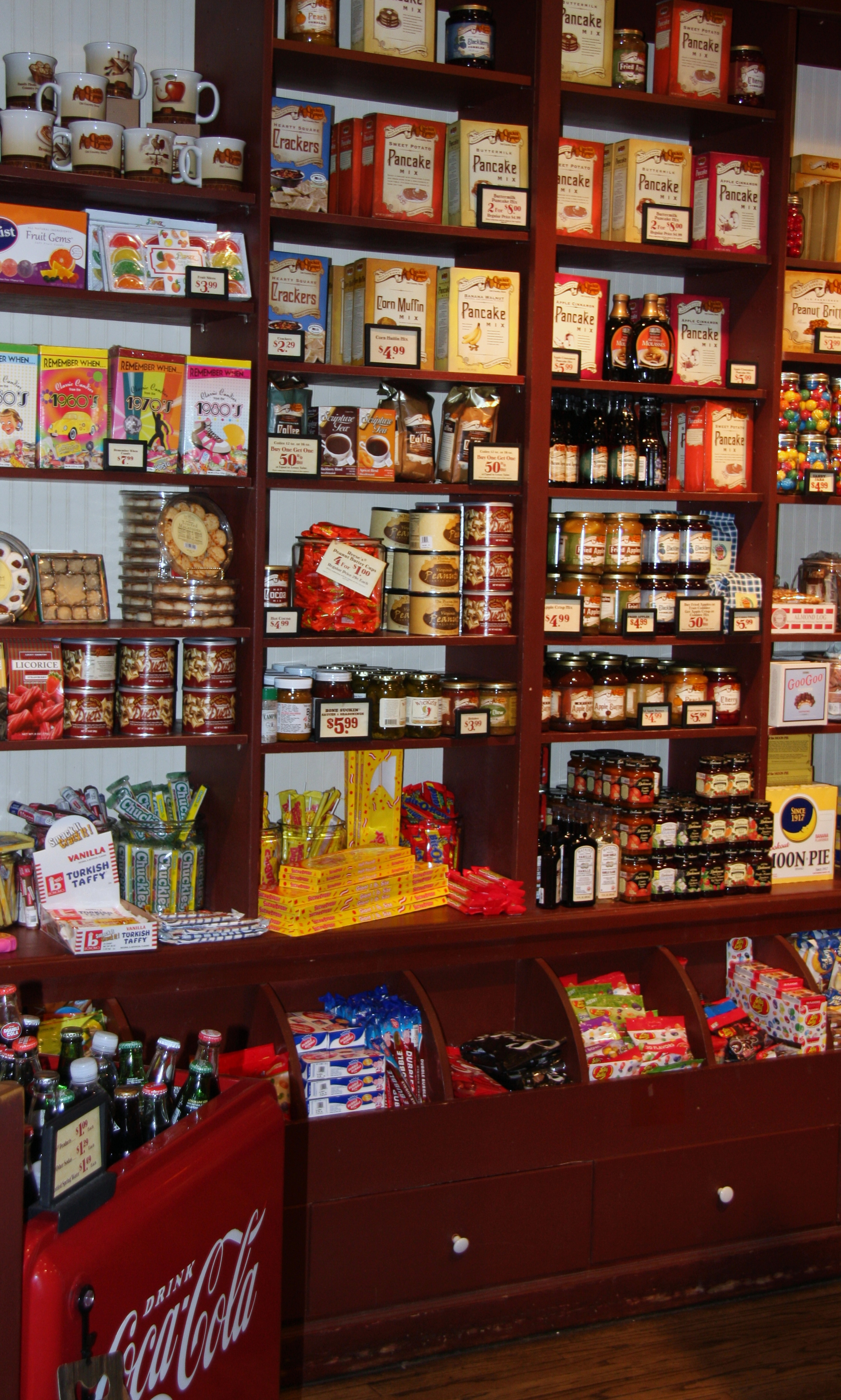
Una tienda de regalos de Cracker Barrel

### Alimentos y Tienda de regalos
Como una cadena de restaurantes con Temática sureña, Cracker Barrel sirve una tradicional y sureña comida de comodidad posteriormente descrita como una segunda casa de comida pueblerina, vendiendo artículos de regalos incluyendo juguetes simples representativos de los aós 1950s y 1960s, carritos de juguete, rompecabezas y algunas artesanías de madera. También venden CDs de música country, DVDs de televisión contemporánea, libros de cocina, decoración para la cocina, y algunas marcas clásicas de dulces. El desayuno es servido todos los días, y tienen dos menús: uno para el desayuno y otro para la comida y la cena. Desde que el primer restaurante abrió, el menú cuenta con especialidades sureñas, incluyendo algunos bizcochos, pollo frito y pez gato.; Los menús regionales y por temporada fueron agregados en las dos últimas décadas del siglo XX. In 2007, Cracker Barrel anuncia sus planes para remover las grasas transgénicas de su menú.

### Sucursales, servicio y decoración

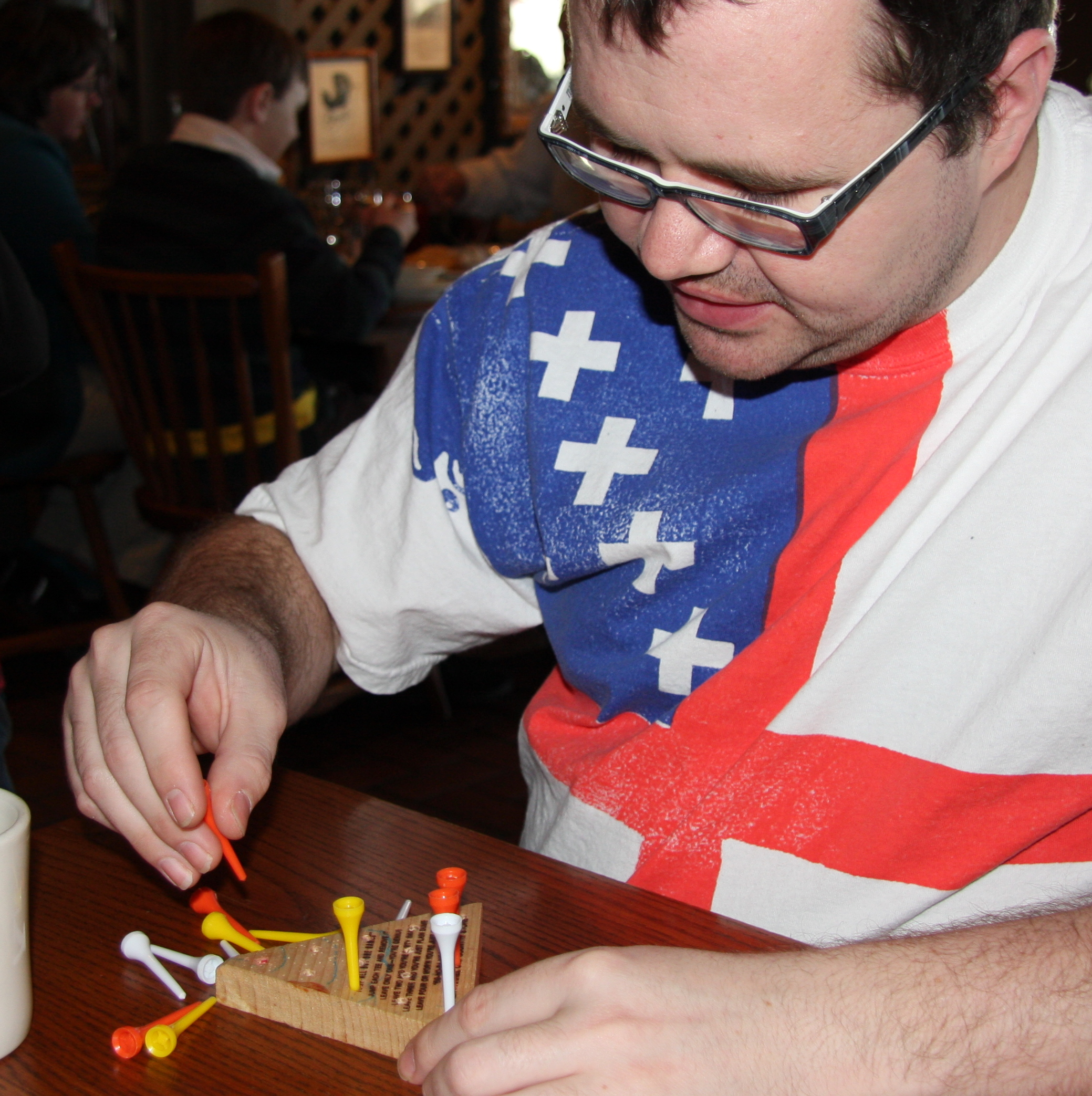
A Cracker Barrel guest playing peg solitaire

A lo largo de su corta historia, Cracker Barrel decidió establecer sus restaurantes a lo largo de las Interstate Highway System, y la mayoría de sus restaurantes se encuentran de cerca de las carreteras interestatales y algunas otras carreteras. Cracker Barrel es conocido por la fidelidad de sus clientes, particularmente por los viajeros que les gusta gastar más en restaurantes que en simples locales de comida.
La idea es que las sucursales tengan un tema sureño almacén general. Los artículos utilizados para decorar cada tienda son artículos auténticos, incluyendo los artículos de a principios de los años 1900s. Cada característica del restaurante como del porche delantero con las sillas de madera, un juego de peg solitaire the madera en cada mesa, y las piedras para la fogata con una cabeza de venado sobre el mantel Los juegos de clavija se han presentado en Cracker Barrel desde el momento en el que abrieron su primera sucursal, y siguen siendo producidos por la misma familia en Lebanon, Tennessee. La decoración típica de cada sucursal se encuentra relacionada con el área local, incluyendo las herramientas antiguas, los calendarios antiguos en las paredes, y las fotos antiguas; Esta es una tienda en Tennessee, donde tienen una pila de madera usada para algunas sucursales.

### Reconocimientos
La revista Destinations  ha presentado el premio para la mejor cadena de restaurantes, y en 2010 y 2011 el estudio Zagat nombró a la cadena como el "Mejor Desayuno". La cadena de restaurantes fue seleccionada por el Outdoor Advertising Association of America como el 2011 OBIE la sala de los famosos por el uso de su larga publicidad de anuncios. Es también llamado como el "la mejor comida de la familia" a nivel nacional.
I bought candy from a Cracker Barrel in Missouri.

## Generalidades de la compañía

### Inversión y modelo de negocios
Los restaurantes de Cracker Barren están dirigidos a las familias y al mercado de  casual dining. La cadena de restaurantes también se publicita con las personas que viajan en las carreteras interestatales, la mayoría de sus sucursales se encuentran cerca de las salidas de las carreteras. La compañía ha promovido sus cost controls para inversores, La compañía ha declarado su objetivo de mantener su rotación de personal bajo, para promover un equipo de trabajo mejor entrenado. Desde los años 1980s, la firma ha ofrecido un programa de entrenamiento con beneficios y oportunidades de crecimiento para sus empleados.
Los directores de Cracker Barrel han estado en desacuerdo en varias ocasiones con los accionistas, Biglari Holdings Inc..  El dueño Biglari Holdings, Sardar Biglari, controla el 19.9% de las acciones de la empresa, solo el 20% que necesita trigger para shareholder rights plan, comúnmente denominado como la "pastilla de veneno"
.  Se comenzó a llamar pastilla de veneno después de que Biglari Holdings aprovaran una compra del 49.99% de las acciones y se unieran al consejo directivo.
Biglari Holdings vendieron acciones de Cracker Barrel en 2011, y ha sido a menudo crítica de la transparencia a los accionistas, gastos excesivos en publicidad, falta de valor para el cliente, capital funds mismanagement, and not maximizing shareholder value.  Biglari ha solicitado estar en el consejo de administración tres veces, y se le ha negado cada vez por una votación de los accionistas. Biglari Holdings también ha presentado una solicitud para vender una acción en $20 USD dividend se percibe una capitalización un poco conservadora, que también ha sido rechazada por los accionistas.  Cracker Barrel ha respondido afirmando que Biglari tiene una «agenda oculta» y un conflicto de intereses por poseer acciones de otras cadenas de restaurantes como Steak 'n Shake.

### Participación comunitaria
Cracker Barrel ha apoyado a un amplio rango de caridades a través de donativos, eventos promocionales y asociaciones con organizaciones caritativas. La cadena apoya causas y caridades en las comunidades donde se establecen sus locales, incluyendo la Costa del Golfo de los Estados Unidos después del Huracán Katrina en 2005 y Nashville después de las severas inundaciones de 2010. Ese mismo año Cracker Barrel estableció Cracker Barrel Cares Inc., una organización sin fines de lucro que provee apoyo a los empleados de Cracker Barrel. Cracker Barrel ha formado una alianza con el proyecto Wounded Warrior, una caridad para los veteranos heridos. En sus intentos por reconstruir su imagen después de varias controversias raciales, la firma ha patrocinado becas a través de la Asociación National Black MBA, y programas para adquirir habilidades de trabajo con la organización civil 100 Black Men of America y la Asociación de Albergues y Restaurantes.
Cracker Barrel patrocinó la carrera de la NASCAR Atlanta 500 en Atlanta Motor Speedway desde 1999 hasta 2001 y el programa radiofónico Grand Ole Opry desde 2004 hasta 2009. La compañía fue la primera en patrocinar el Grand Ole Opry. Este patrocinio permitió que la compañía estableciera contactos dentro de la industria musical de Nashville, a partir de lo cual estableció alianzas con varios artistas de la música country. La cadena tiene asociación con algunos artistas, incluyendo a Alison Krauss, Charlie Daniels, Josh Turner, Kenny Rogers, Dolly Parton, Alan Jackson, y Alabama, para vender sus CD y su mercancía.

## Controversias

### Políticas en torno a la orientación sexual
A principio de 1991 un memorándum interno se dirigió a los empleados informando que aquellos que no tuvieran un "valores heterosexuales normales" serían despedidos. De acuerdo con los reportes al menos 11 empleados fueron despedidos bajo esta política tienda por tienda en Georgia y otros estados. Como consecuencia de las manifestaciones de los grupos defensores de los derechos LGBT, la compañía eliminó tal política en 1991 y afirmó que no volvería a discriminar con base en la orientación sexual de las personas. El fundador de la compañía, Dan Evins, describió la política como un error. A partir de 1992, el Plan de pensiones de la ciudad de Nueva York, que en aquel entonces era un accionista mayoritario de la compañía, propuso que se agregara la Orientación sexual a la política no discriminatoria de la compañía. Una primera propuesta en 1993 fue rechazada por un 77% por ciento en contra y solamente un 14% por ciento en apoyo, junto con un 9% por ciento de abstinencia. No fue sino hasta 2002 que las propuestas fueron exitosas cuando un 58% por ciento de los accionistas votaron a favor.
Cracker Barrel tuvo el lugar 15 de 100 de todas las compañías de comida y bebidas calificadas en la campaña de Derechos Humanos de 2008 según el Indicador de Equidad Corporativa, una medida para evaluar la equidad en el lugar de trabajo para la comunidad LGBT. Su calificación para el 2011 ya había aumentado al lugar 55: la encuesta de 2011 anotó que la firma ya había establecido una política no discriminatoria y había introducido un entrenamiento en la diversidad que incluía entrenamiento relacionado con la orientación sexual. Sin embargo, la calificación en 2013 volvió a bajar al número 35 de 100 ya que no obtuvieron ninguna puntuación con respeto a políticas no discriminatorias por identidad de género ni beneficios de salud para las parejas de los empleados de la comunidad LGBT.
El 20 de diciembre de 2013 Cracker Barrel anunció que no continuaría vendiendo los productos del programa de televisión Duck Dynasty por considerar que "podrían ofender a algunos de sus clientes" después de que Phil Robertson, la estrella del reality show, subrayó en una entrevista con la revista GQ

No se dejen engañar: ni los adúlteros, ni los idólatras, ni los prostitutos masculinos, los homosexuales, los codiciosos, los borrachos, los calumniadores, los estafadores - ninguno de ellos heredarán el reino de Dios. No se engañen. Eso no está bien.

Robertson también hizo comentarios comparando la homosexualidad con el terrorismo y la bestialidad" en la entrevista y expresó puntos de vista con respecto a la raza atrayendo críticas.
El 22 de diciembre, menos de dos días de haber retirado los productos de sus exhibidores, Cracker Barrel se retractó de su postura ante las protestas de sus clientes.

### Discriminación racial y sexual
En julio de 1999 un grupo de ex empleados presentó una demanda en contra de Cracker Barrel, afirmaban haber sido víctimas de discriminación por parte de la compañía debido a cuestiones raciales. En diciembre de 2001, 21 clientes del restaurante, quienes fueron representados por los mismos abogados, presentaron otra demanda alegando discriminación racial en el trato a los comensales. A este respecto, los oficiales de Cracker Barrel refutaron las afirmaciones y aseguraron que la compañía estaba comprometida con un trato justo a sus empleados y clientes.
En 2004 una investigación realizada por el Departamento de Justicia de los Estados Unidos encontró evidencia de que Cracker Barrel había estado segregando al organizar el acomodo de los clientes según su raza: de manera que daban prioridad en el acomodo y atención de los clientes blancos sobre los clientes de raza negra, proporcionando además un trato de menor calidad a sus clientes de color y permitiendo que los empleados de raza blanca se negaran a atender a los clientes de color. El Departamento de Justicia determinó que la firma había violado la Ley de Derechos Civiles de 1964 en el Título II. A la compañía se le requirió firmar un acuerdo de cinco años para implementar «políticas y procedimientos no discriminatorios efectivos». Los términos incluían un sistema nuevo de entrenamiento que fuera equitativo, la creación de un nuevo sistema de referir, investigar y resolver quejas relacionadas con la discriminación y la publicación de sus políticas no discriminatorias; se les exigió contratar una Auditoría externa para asegurar el cumplimiento con los términos y acuerdos.
En 2006, Cracker Barrel pagó un acuerdo de $2 millones para terminar un procesos de demanda en el que se alegaba acoso sexual y racial en tres de sus restaurantes en Illinois. Las tiendas de Cracker Barrel comenzaron a exhibir un mensaje al frente que explicaba las políticas no discriminatorias de la compañía, y agregaron un los detalles de esta política así como instrucciones para presentar una queja, tanto en le menú como en su página Web.
Desde principios del 2000 Cracker Barrel ha proporcionado entrenamiento y recursos para sus empleados provenientes de grupos minoritarios, esto para mejorar su imagen en cuanto a la diversidad. Estos esfuerzos incluyen la búsqueda de empleados entre grupos minoritarios y un plan de enseñanza del inglés para aquellos empleados cuya lengua materna es el español. En el 2002 los grupos minoritarios formaban el 23 por ciento de los empleados de la compañía, incluyendo más del 11 por ciento de sus ejecutivos y gerentes. Cracker Barrel es miembro de la Mesa Corporativa para la Texas Conference de la National Association for the Advancement of Colored People (NAACP), además de patrocinador corporativo de la Cumbre 500 de líderes de la NAACP, en la cual tres de sus oficiales fueron moderadores y panelistas en mayo de 2011. La compañía ha sido felicitada por la diversidad de género en la compañía, principalmente por la junta de directores en la cual tres de sus once miembros son mujeres. Su director general, Sandra Cochran, es la segunda mujer en Tennessee en ostentar tal cargo dentro de una compañía.

### Licencia de productos
En noviembre de 2012, Cracker Barrel le dio una licencia a La compañía de John Morrell, Smithfield Foods, como parte de un trato para crear una línea de productos de carne para ser vendidos en supermercados y otros comercios. En febrero de 2013 como respuesta a dicho contrato, la compañía de alimentos Kraft Foods interpuso una demanda legal acusando a la marca por infringir su trato: Kraft ha vendido queso de la marca Cracker Barrel desde 1954 y afirma que la tienda Cracker Barrel (store) no ha tenido ganancias en ventas además de aquellas generadas por el menú ofertado por Kraft y pidió que el trato fuera anulado por la Corte del Distrito Norte de Illinois de Estados Unidos.

## Videos de YouTube
Video tour at Cracker Barrel